# 麥克唐納酒店

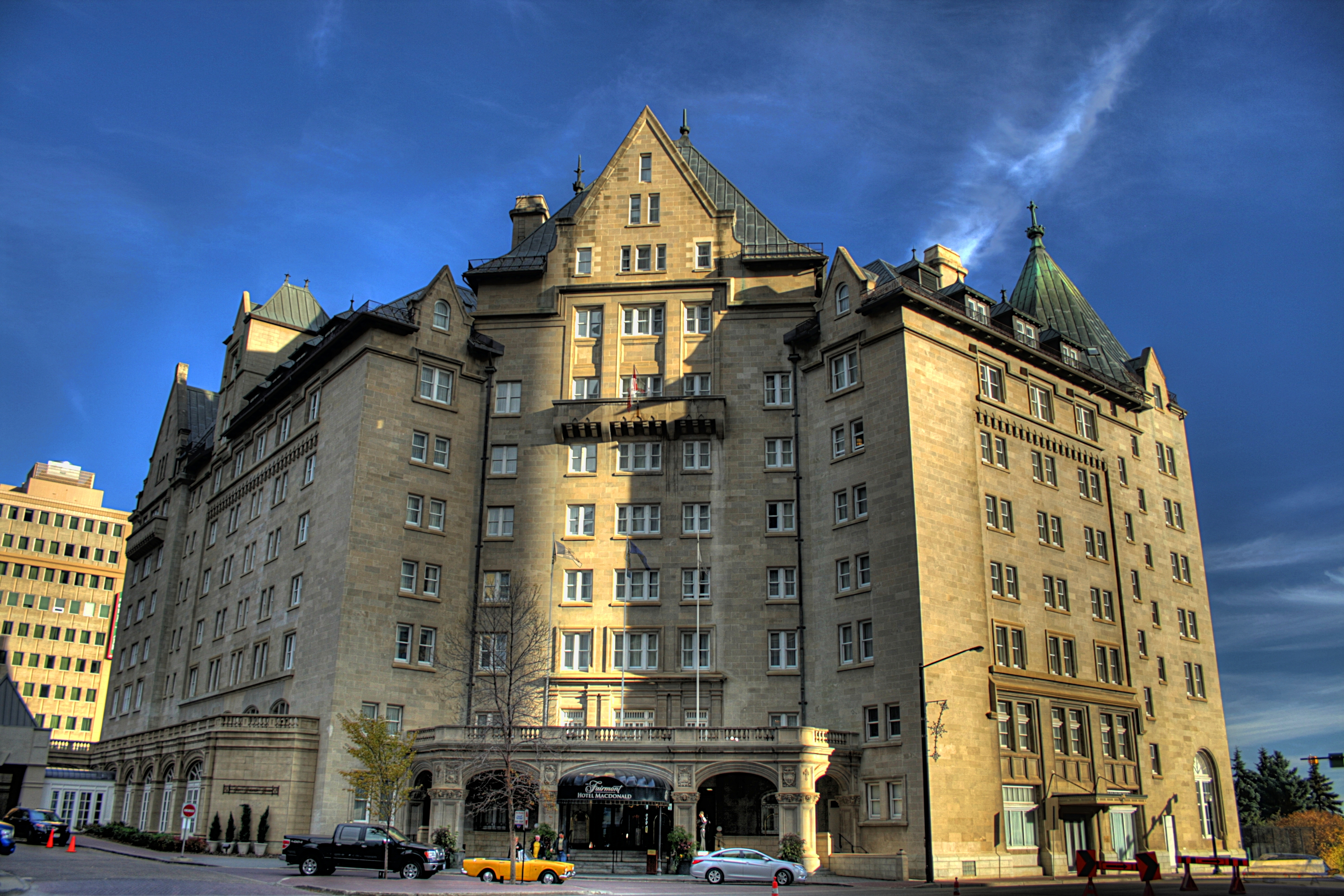
麥克唐納酒店

費爾蒙酒店麥克唐納（Fairmont Hotel Macdonald），舊名麥克唐納酒店（Hotel Macdonald），是加拿大埃德蒙顿的一家高級酒店。酒店建築高47.7--high（156-英尺），有11層。酒店得名於加拿大第一任總理約翰·亞歷山大·麥克唐納。
麥克唐納酒店由大太平洋鐵路開業於1915年7月5日，是加拿大大鐵路酒店之一。2001年被費爾蒙酒店集團收購。

## 外部連結
- 官方网站